# Молочай смолоносный
Молоча́й смолоно́сный (лат. Euphorbia resinifera) — многолетний суккулентный кустарник; вид рода Молочай (Euphorbia) семейства Молочайные (Euphorbiaceae).

## Биологическое описание

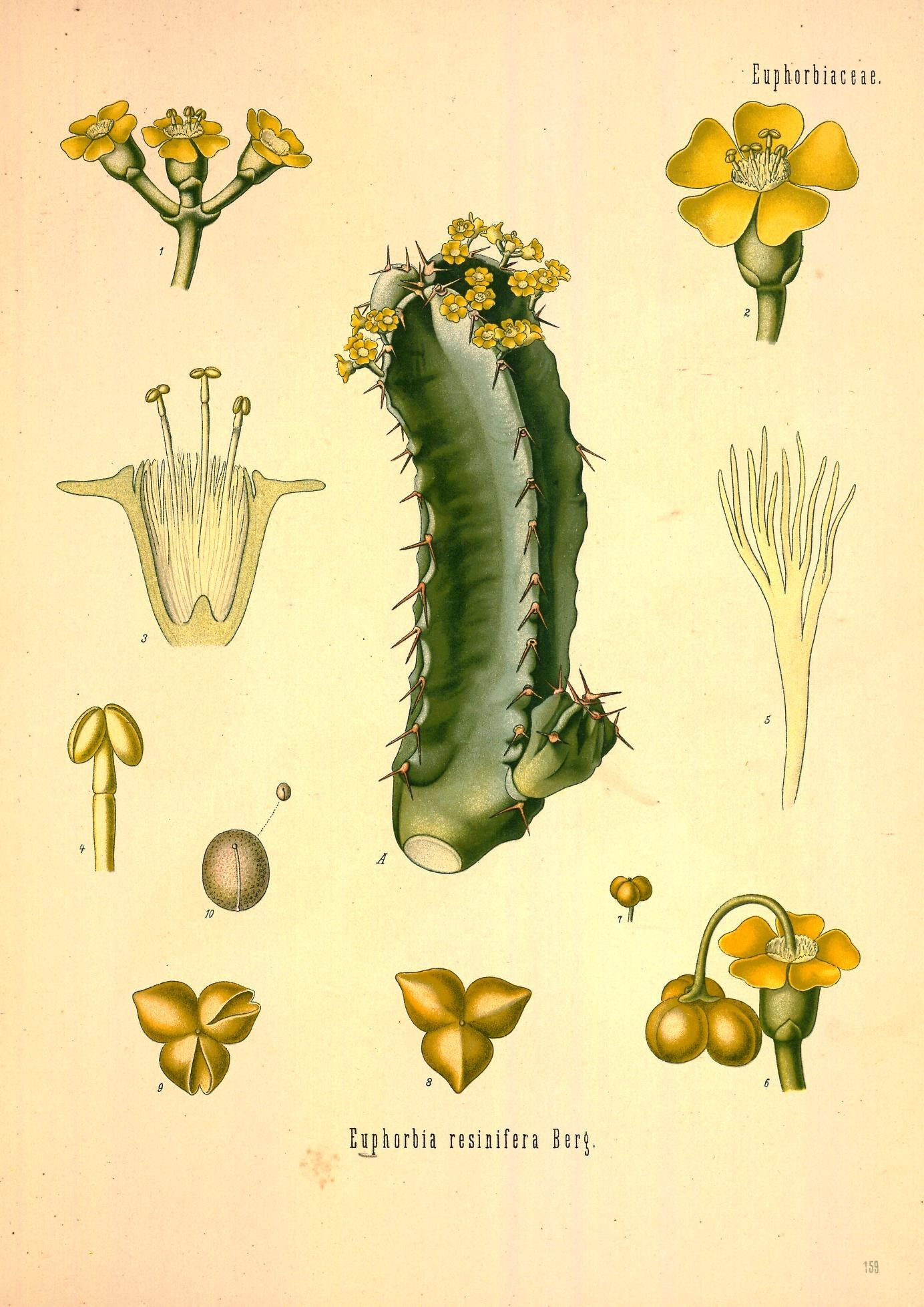

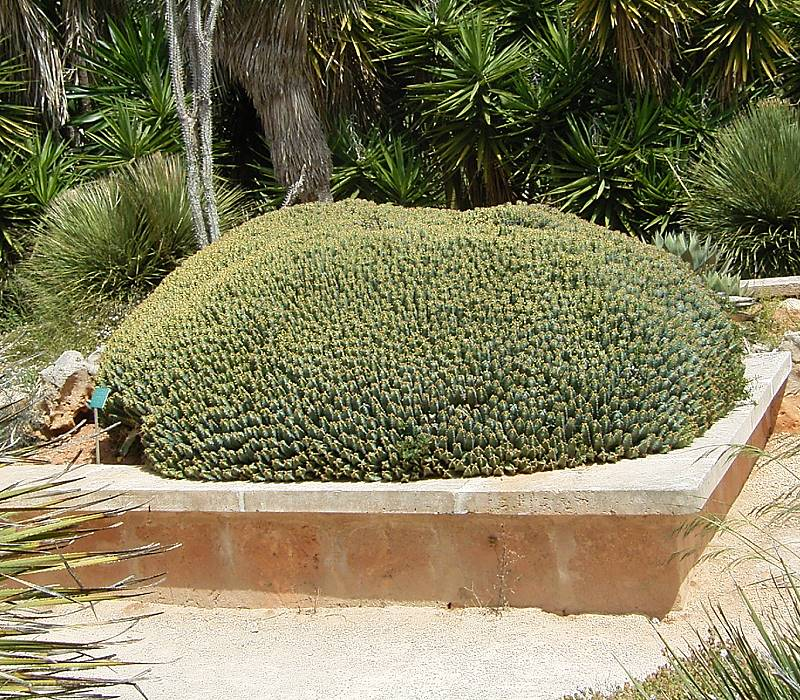
Общий вид растения

Суккулентный, густо разветвлённый кустарник до 1 м высотой, разрастающийся в диаметре до 2 м в форме подушки.
Стебель вертикальный, сочный, до 60 см высотой, четырёхгранный (большей частью квадратный), внешне похож на кактус, от светло-зелёного до синего цвета в зависимости от освещённости; рёбра пильчатые.
На рёбрах — парные шипы, короткие, 0,5—0,6 см длиной, но острые, расположенные на расстоянии 1 см друг от друга на маленьких треугольных щитках. Листья мелкие, коричневые, быстро опадающие.
На верхушках ветвей и стеблей по граням вырастают соцветия из трёх цветков с пятью нектарниками.

## Распространение
Встречается в Марокко, на склонах гор Атлас. Растёт на карбонатных почвах, в горах до 1500 м над уровнем моря. Этот суккулентный полукустарник, произрастает в основном в субтропическом биомах.

## Таксономия
Euphorbia resinifera O.Berg, O.C.Berg & C.F.Schmidt, Offiz. Gew. 4: 34d verso. (1863).

#### Этимология
Euphorbia: ботаническое название Euphorbia происходит от Евфорба, греческого врача царя Нумидии и Мавретании Юбы II (52–50 до н. э. – 23 г. н. э.), который женился на дочери Антония и Клеопатры. Царь Юба был плодовитым писателем на различные темы, включая естествознание. Евфорба писал, что один из кактусоподобных молочаев использовался как сильное слабительное. В 12 г. до н.э. Юба назвал это растение в честь своего врача Евфорба. В 1753 году ботаник и систематик Карл Линней присвоил всему роду название Euphorbia в честь врача.
resinifera: латинский эпитет, означающий «смолоносный».

#### Синонимы
Гомотипные (основанные на одном и том же номенклатурном типе):
- Euphorbia resinifera var. typica Croizat (1942), not validly publ.
- Tithymalus resinifer (O.Berg) H.Karst. (1882)

Гетеротипные (основанные на разных номенклатурных типах):
- Euphorbia resinifera var. chlorosoma Croizat (1942)

## Химический состав
Застывший млечный сок (камедесмола) содержит 40—60 % смолы (из них около 20 % наиболее сильнодействующих смол — эуфорбина), около 18 % камеди и слизи, 12 % яблочнокислых солей калия и кальция, около 10 % минеральных веществ. Содержит большое количество резинифератоксина (RTX) — самого жгучего из известных веществ, аналог капсаицина.

## Использование
Всё растение пронизано млечниками, из которых при повреждении вытекает белый млечный сок, застывающий на воздухе. Засохшие комки этой камедесмолы собираются вручную. Собранная смола представляет собой хрупкие мелкие куски желтоватого цвета и различной формы.
Смола растения применяется как наружное нарывное средство в пластырях и мазях, иногда в сочетании со шпанской мушкой (в ветеринарии).
Может выращиваться как декоративное растение в умеренном климате в садах как в горшках, так и в открытом грунте. Выращивается также в закрытых помещениях. Молочай смолоносный не требователен к составу почвы, растёт при умеренных подкормке и поливе, в период покоя выносит холод, быстро образует подушку, ветвится и распространяется. Он хорошо приспосабливается к любым условиям, в состоянии выносить яркое солнце, помогающее растению сохранять свою компактную форму.

## Таксономия
|  |                                      |  |                                                             |                                                             |                      |  | ещё 36 семейств (согласно Системе APG II), в том числе Маковые | ещё 36 семейств (согласно Системе APG II), в том числе Маковые |                         |  |  |  | ещё ≈2000 видов |
|  |                                      |  |                                                             |                                                             |                      |  | ещё 36 семейств (согласно Системе APG II), в том числе Маковые | ещё 36 семейств (согласно Системе APG II), в том числе Маковые |                         |  |  |  | ещё ≈2000 видов |
|  |                                      |  |                                                             | порядок Мальпигиецветные                                    |                      |  |                                                                |                                                                | род Молочай (Euphorbia) |  |  |  |                 |
|  |                                      |  |                                                             | порядок Мальпигиецветные                                    |                      |  |                                                                |                                                                | род Молочай (Euphorbia) |  |  |  |                 |
|  | отдел Цветковые, или Покрытосеменные |  |                                                             |                                                             | семейство Молочайные |  |                                                                |                                                                | вид Молочай смолоносный |  |  |  |                 |
|  | отдел Цветковые, или Покрытосеменные |  |                                                             |                                                             | семейство Молочайные |  |                                                                |                                                                |                         |  |  |  |                 |
|  |                                      |  | ещё 44 порядка цветковых растений (согласно Системе APG II) | ещё 44 порядка цветковых растений (согласно Системе APG II) |                      |  |                                                                | ещё >300 родов                                                 | ещё >300 родов          |  |  |  |                 |
|  |                                      |  |                                                             | ещё 44 порядка цветковых растений (согласно Системе APG II) |                      |  |                                                                |                                                                | ещё >300 родов          |  |  |  |                 |